# Florent de Hainaut
Fiorenzo di Hainaut, in francese Florent de Hainaut (1255 circa – 23 gennaio 1297), è stato un principe di Acaia (Morea) dal 1289 al 1297, avendo sposato Isabella di Villehardouin, principessa di Acaia. Era il figlio più giovane di Giovanni d'Avesnes, conte di Hainaut e di Adelaide d'Olanda.

## Biografia
Succedette al padre come governatore della Zelanda; poi è andato nell'Italia meridionale, a servizio di Carlo II d'Angiò, re di Napoli, e divenne conestabile del regno di Napoli.
Il 16 settembre 1289 si è sposato con Isabella di Villehardouin, principessa di Acaia, figlia di Guglielmo II Villehardouin e Anne Angel, e vedova di Filippo d'Angiò (1256 - 1277).
La coppia si stabilì in Morea e Fiorenzo ha negoziato il trattato di Glarentsa con l'Impero bizantino nel 1290. In effetti, dopo che gli Angioini erano stati cacciati dalla Sicilia (1282), la riconquista dell'Impero latino di Costantinopoli era divenuta illusoria: nessuno stato europeo avrebbe mandato un esercito per la difesa di quelle terre e la situazione per i Franchi in Grecia era senza speranza. Anche l'interesse del nuovo principe era quello di porre fine alla guerra che aveva rovinato il principato.
Ma la pace restava precaria e i Greci occuparono Calamata nel 1293. Fiorenzo inviò un'ambasciata in segno di protesta a Andronico II Paleologo e l'imperatore restituì Kalamata. Nel 1296, l'esercito bizantino però occupò il castello di San Giorgio in Arcadia. Florent assediò il castello, ma morì durante l'assedio il 23 gennaio 1297.
Fiorenzo e Isabella hanno avuto una sola figlia, Matilde (1293 - 1331), principessa di Acaia, sposatasi quattro volte:
- Guido II de la Roche (m. 1308), duca di Atene;
- nel 1313 Luigi di Borgogna (1297 - 1316), Re titolare di Salonicco e principe di Acaia;
- nel 1318 Giovanni d'Angiò (1294 - 1336), duca di Durazzo e principe di Acaia, dal quale si separò nel 1321;
- Ugo de La Palice

Florent de Hainaut è uno degli eroi del Le Tournoi de Chauvency, opera del trovatore Jacques Bretel.

## Ascendenza
|                             |                      |                               | Genitori                |  |  | Nonni |  |  | Bisnonni          |  |  | Trisnonni                           |  |
|                             |                      |                               |                         |  |  |       |  |  | Giacomo d'Avesnes |  |  | Nicholas d'Oisy, Signore di Avesnes |  |
|                             |                      |                               |                         |  |  |       |  |  | Giacomo d'Avesnes |  |  | Nicholas d'Oisy, Signore di Avesnes |  |
|                             |                      | Matilda de la Roche           |                         |  |  |       |  |  | Giacomo d'Avesnes |  |  |                                     |  |
| Burcardo d'Avesnes          |                      |                               |                         |  |  |       |  |  | Giacomo d'Avesnes |  |  |                                     |  |
|                             |                      | Adelina di Guisa              | Burcardo di Guisa       |  |  |       |  |  |                   |  |  |                                     |  |
|                             |                      | Adelina di Guisa              | Burcardo di Guisa       |  |  |       |  |  |                   |  |  |                                     |  |
|                             |                      | Adelina di Guisa              | Adelaide                |  |  |       |  |  |                   |  |  |                                     |  |
| Giovanni d'Avesnes          |                      | Adelina di Guisa              |                         |  |  |       |  |  |                   |  |  |                                     |  |
|                             |                      | Baldovino I di Costantinopoli | Baldovino V di Hainaut  |  |  |       |  |  |                   |  |  |                                     |  |
|                             |                      | Baldovino I di Costantinopoli | Baldovino V di Hainaut  |  |  |       |  |  |                   |  |  |                                     |  |
|                             |                      | Baldovino I di Costantinopoli | Margherita I di Fiandra |  |  |       |  |  |                   |  |  |                                     |  |
| Margherita II delle Fiandre |                      | Baldovino I di Costantinopoli |                         |  |  |       |  |  |                   |  |  |                                     |  |
|                             |                      | Maria di Champagne            | Enrico I di Champagne   |  |  |       |  |  |                   |  |  |                                     |  |
|                             |                      | Maria di Champagne            | Enrico I di Champagne   |  |  |       |  |  |                   |  |  |                                     |  |
|                             |                      | Maria di Champagne            | Marie di Francia        |  |  |       |  |  |                   |  |  |                                     |  |
| Florent de Hainaut          |                      | Maria di Champagne            |                         |  |  |       |  |  |                   |  |  |                                     |  |
|                             | Guglielmo I d'Olanda | Fiorenzo III d'Olanda         |                         |  |  |       |  |  |                   |  |  |                                     |  |
|                             | Guglielmo I d'Olanda | Fiorenzo III d'Olanda         |                         |  |  |       |  |  |                   |  |  |                                     |  |
|                             | Guglielmo I d'Olanda | Ada di Huntingdon             |                         |  |  |       |  |  |                   |  |  |                                     |  |
| Fiorenzo IV d'Olanda        | Guglielmo I d'Olanda |                               |                         |  |  |       |  |  |                   |  |  |                                     |  |
|                             |                      | Adelaide di Gheldria          | Ottone I di Gheldria    |  |  |       |  |  |                   |  |  |                                     |  |
|                             |                      | Adelaide di Gheldria          | Ottone I di Gheldria    |  |  |       |  |  |                   |  |  |                                     |  |
|                             |                      | Adelaide di Gheldria          | Riccarda di Baviera     |  |  |       |  |  |                   |  |  |                                     |  |
| Adelaide d'Olanda           |                      | Adelaide di Gheldria          |                         |  |  |       |  |  |                   |  |  |                                     |  |
|                             |                      | Enrico I di Brabante          | Goffredo III di Lovanio |  |  |       |  |  |                   |  |  |                                     |  |
|                             |                      | Enrico I di Brabante          | Goffredo III di Lovanio |  |  |       |  |  |                   |  |  |                                     |  |
|                             |                      | Enrico I di Brabante          | Margherita di Limburgo  |  |  |       |  |  |                   |  |  |                                     |  |
| Matilde di Brabante         |                      | Enrico I di Brabante          |                         |  |  |       |  |  |                   |  |  |                                     |  |
|                             |                      | Matilde di Lorena             | Matteo di Lorena        |  |  |       |  |  |                   |  |  |                                     |  |
|                             |                      | Matilde di Lorena             | Matteo di Lorena        |  |  |       |  |  |                   |  |  |                                     |  |
|                             |                      | Matilde di Lorena             | Maria di Boulogne       |  |  |       |  |  |                   |  |  |                                     |  |
|                             |                      | Matilde di Lorena             |                         |  |  |       |  |  |                   |  |  |                                     |  |